# Guerra castellammarese
La guerra castellammarese è stato un conflitto interno a Cosa nostra statunitense scoppiato nel 1930, tra il Clan Masseria (oggi famiglia Genovese) e il Clan Maranzano (detto anche famiglia Bonanno o, appunto, Clan castellammarese).

## Storia

### Antefatto
L'aggettivo "castellammarese" dato a questa "guerra" deriva dal fatto che uno dei due campi era dominato da mafiosi siciliani originari di Castellammare del Golfo, in provincia di Trapani, guidati da Salvatore Maranzano, i quali erano associati a Joseph Profaci (mafioso nativo di Villabate che guidava una cosca a Brooklyn) e a Joe Aiello, capo della Famiglia di Chicago.
Alla testa della fazione opposta vi era Giuseppe "Joe" Masseria, capo della Famiglia Morello, il quale era associato al gangster Lucky Luciano e alla sua banda di malavitosi non-siciliani (Vito Genovese, Frank Costello, Albert Anastasia, Willie Moretti e Joe Adonis) nonostante fossero considerati dei "disonorati" dagli altri mafiosi siciliani perché implicati nello sfruttamento della prostituzione, attività da loro considerata disonorevole. Inoltre nel 1926 Masseria supportò il gangster Al Capone in una disputa all'interno dell'Unione Siciliana di Chicago (un gruppo che assicurava copertura politica ai mafiosi siciliani e ai gangster), che lo vedeva contrapposto a Joe Aiello: per queste ragioni, Masseria provvide anche ad affiliare Capone in Cosa Nostra nonostante non fosse siciliano e fosse implicato anch'egli nello sfruttamento della prostituzione.

### Svolgimento della guerra
Nel febbraio 1930 il mafioso Gaetano Reina (capo di una cosca siciliana nel Bronx) venne ucciso da Vito Genovese per volere di Lucky Luciano, il quale aveva ricevuto l'ordine da Masseria stesso, poiché credeva lo stesse tradendo con la fazione di Maranzano.
Nel maggio 1930 Masseria fu sospettato di avere ordinato la morte di Gaspare Milazzo, leader dell'Unione Siciliana di Detroit, il quale aveva rifiutato di supportare Al Capone nella disputa per la presidenza dell'Unione Siciliana di Chicago.
Il 15 agosto 1930, i castellammaresi uccisero Giuseppe Morello (il "consigliere" della Famiglia di Masseria) nel suo ufficio ad East Harlem. Due settimane dopo Masseria subisce un altro colpo: Joseph Pinzolo, incaricato del racket della distribuzione del ghiaccio, viene ucciso da un sicario della famiglia Reina.
Il 23 ottobre 1930, Joe Aiello venne ucciso su ordine di Al Capone e Joe Masseria.
Il 5 novembre del 1930 Alfredo "Al Mineo" Manfredi e Steve Ferrigno, mafiosi di una cosca di Brooklyn ed associati a Masseria, vennero uccisi. Il 3 febbraio 1931 un altro importante luogotenente di Masseria viene colpito: Joseph Catania, che morì due giorni dopo.
Lucky Luciano allora organizzò l'uccisione di Masseria per porre fine al conflitto, poiché danneggiava il regolare svolgimento degli affari illeciti: il 15 aprile 1931 al ristorante Scarpato's, a Coney Island, Masseria pranzò con Luciano, il quale si alzò per andare in bagno pochi istanti prima che una squadra di killer, formata da Bugsy Siegel, Vito Genovese, Joe Adonis e Albert Anastasia, entrasse e uccidesse Masseria.

## Conseguenze della guerra
Dopo l'omicidio di Masseria, Maranzano convocò un incontro a Chicago ospitato da Al Capone, a cui parteciparono i rappresentanti di tutte le Famiglie degli Stati Uniti per discutere le implicazioni della sua vittoria.
Tuttavia il 10 settembre 1931 Maranzano fu pugnalato e finito a colpi di pistola da quattro killer ebrei travestiti da agenti del Fisco, assoldati da Lucky Luciano, il quale creò un apposito organismo, denominato "Commissione", il cui compito era quello di governare gli affari di Cosa Nostra ed era composta dalle Cinque Famiglie di New York, dalla Chicago Outfit di Al Capone e dalla Famiglia di Buffalo di Stefano Magaddino, in rappresentanza delle altre Famiglie minori degli Stati Uniti.
La funzione dell'organo era quella di autorizzare gli altri boss a collaborare con gangster non-siciliani e non-italiani per formare quello che sarebbe stato soprannominato "Sindacato nazionale del crimine", che sarebbe servito per controllare il contrabbando di alcolici e stupefacenti, la prostituzione, il gioco d'azzardo, i sindacati del porto di New York e l'industria dell'abbigliamento.